# Lago Perućac
Il lago Perućac (in bosniaco Perućačko jezero o in cirillico: Перућачко jезерo?) è un lago artificiale sul fiume Drina, al confine tra Bosnia-Erzegovina e Serbia. Occupa un'ansa del fiume, che circonda il monte Tara, tra le città di Višegrad in Bosnia e Bajina Bašta in Serbia. Ha una superficie di 12,4 km², 5/6 della quale si trova in Bosnia ed Erzegovina, ed una profondità massima di circa 70 m. La sua lunghezza totale è di 54 km, la sua larghezza è compresa tra 150 e 1000 m. Il livello dell'acqua è a 290 m di altitudine. Intorno al lago cresce una foresta decidua di latifoglie.
La necropoli medioevale di Mramorje è situata nei dintorni del lago. Essendo uno dei più importanti complessi stećci rinvenuti in Serbia, è tutelata dallo Stato con la dicitura di "Monumento culturale di importanza eccezionale". La necropoli risale al XIV-XV secolo e a tutt'oggi è costituita da 88 lapidi visibili.
Il lago venne creato nel 1966, con il finanziamento di una joint-venture jugoslavo-giapponese,  sbarrando con una diga il fiume Drina e sfruttando il suo flusso per alimentare la centrale idroelettrica di Bajina Bašta. Il nome deriva dal paese di Perućac, ubicato vicino alla diga.
È anche il luogo dove vennero trasportati (all'interno di un camion refrigerato) e nascosti i resti degli albanesi del Kosovo uccisi durante il conflitto del 1999 e i bombardamenti aerei della NATO contro le forze jugoslave. I cadaveri vennero riesumati dopo la perdita del potere di Slobodan Milošević.
Ad agosto del 2010 partì da questa zona un'operazione per recuperare i corpi delle vittime bosniache dei massacri di Višegrad. 
Durante i giorni estivi, molti residenti della zona circostante vi affluiscono per pescare, nuotare e prendere il sole. 
Ogni anno il lago ospita un evento sportivo: la regata sulla Drina (Drinska Regata).